# Steirisches Volkskundemuseum

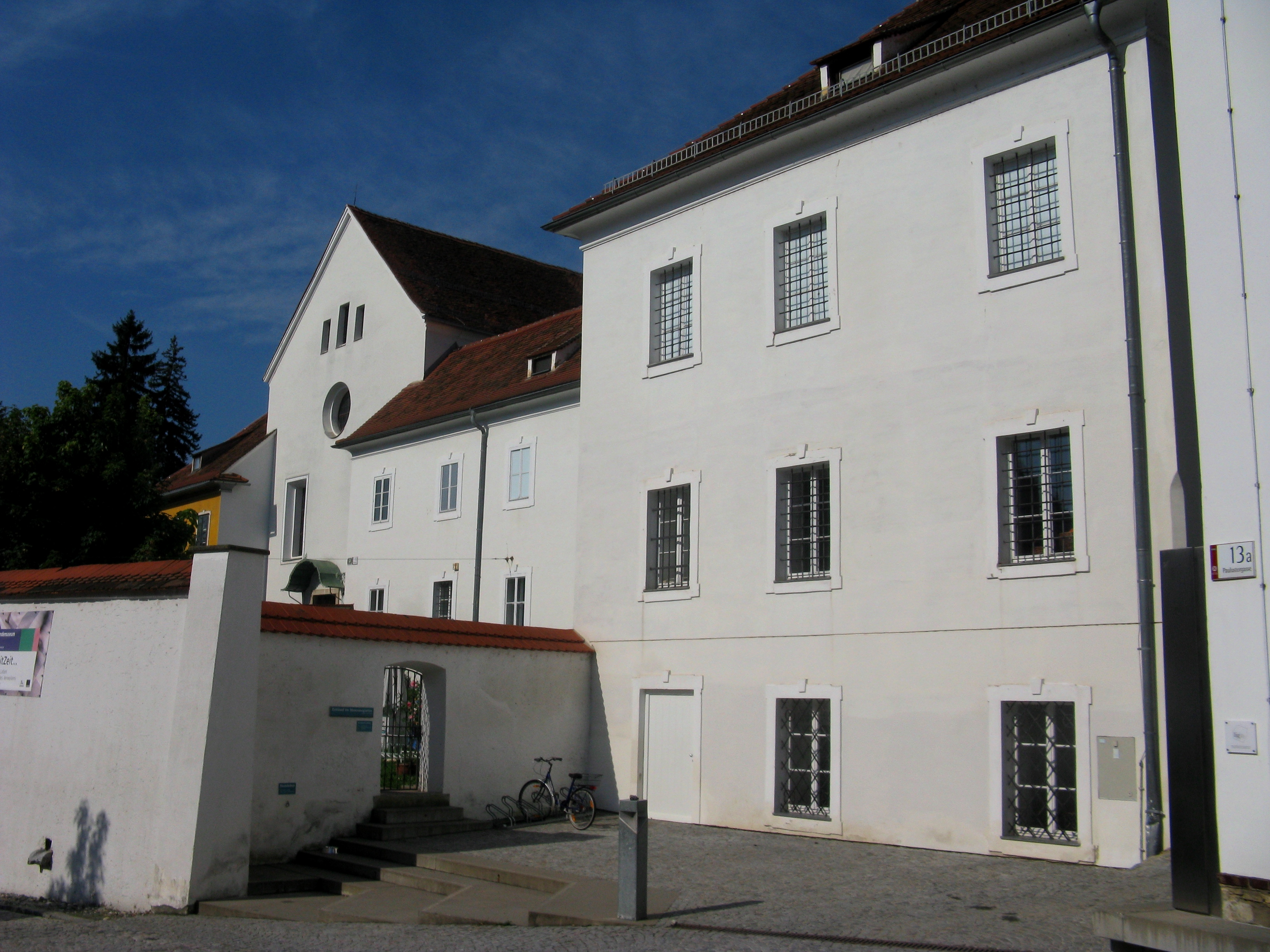
Volkskundemuseum im ehemaligen Kapuzinerkloster am Paulustor. Im Hintergrund der Giebel der Antoniuskirche

Das Volkskundemuseum im ehemaligen Kapuzinerkloster am Paulustor in Graz nimmt die Gegenwart mit ihren drängenden gesellschaftsrelevanten Themen und kulturellen Phänomenen zum Ausgangspunkt seiner Ausstellungen, Vermittlungsprogramme und Veranstaltungen.

## Geschichte
Das Museum ging aus einer Sammlung volkskundlicher Einzelstücke hervor, die ab 1895 vom Landesmuseum Joanneum zusammengetragen wurden, dem heutigen Universalmuseum Joanneum. 1913 wurde mit diesen Exponaten von Viktor Geramb das Volkskundemuseum in der Paulustorgasse gegründet. Gerambs Museumskonzept sah vor, dass die Sammlungsobjekte in eine in sich "stimmige" Umgebung integriert werden sollten. Entsprechend versuchte er durch das Arrangement der Objekte im Raum ländlich-bäuerliches Leben in die Stadt zu holen. Geramb prägte als Sammler, Volkskundler, Museumsleiter, Begründer des Steirischen Heimatwerks, Trachtenforscher und "Heimatschützer" nicht nur den musealen Ort, sondern auch das kulturpolitische Leben seiner Zeit. In den 1930er Jahren konnte auf Grund der guten Beziehungen Gerambs zum damaligen Landeshauptmann und Vertreter des austrofaschistischen Herrschaftssystems, Karl Maria Stepan, ein neuer Gebäudetrakt mit Ausstellungs- und Veranstaltungsräumen errichtet werden. Viele Jahrzehnte war hier auch das Steirische Heimatwerk untergebracht.
In den Jahren 2020–2021 wurde das Volkskundemuseum im Zuge der Steiermark Schau 2021 saniert und wiedereröffnet. Damit steht auch der Veranstaltungssaal ("Heimatsaal") der Öffentlichkeit wieder zur Verfügung. Technisch ertüchtigt sowie renoviert, bietet der Saal Sitzplätze für rund 150 Personen.
Die neue Ausstellung: wie es ist. Welten, Wandel, Perspektiven
Am 9. April 2021 eröffnete das Volkskundemuseum eine neue semi-permanente Ausstellung. wie es ist beschäftigt sich mit den unterschiedlichen Lebenswelten und Perspektiven der Menschen in Zeiten von Veränderung und sozialem Wandel. Im Mittelpunkt stehen Menschen, die in der Steiermark leben, arbeiten, sich hier aufhalten oder auf andere Art und Weise mit dem Land verbunden sind, in ihren Beziehungen zu ihren Umwelten. Was prägt und bewegt die Menschen? Womit identifizieren sie sich, wofür tragen sie Sorge, wie gestalten sie ihr Leben, ihre Umwelt und wie Gesellschaft? Wie verhalten sie sich zu Entwicklungen, die ihre gewohnte Lebensweise oder ihr Selbstverständnis beeinflussen? Und wie bewältigen sie Ungewissheit und Krisen im individuellen und gesellschaftlichen Alltag?
Die neue Ausstellung setzt sich aus einzelnen Modulen zusammen. Jedes Modul funktioniert als eigene Ausstellung in der Ausstellung und kann unabhängig von den anderen Bereichen besucht werden. Zusammen ergeben sie eine vielschichtige und vielstimmige Perspektive darauf, wie es ist.
Mit der Eröffnung des neuen Museums werden folgende Ausstellungen gezeigt:
„Die Farbe Steiermark“, „Uns geht es gut!?“, „Meine Welt, deine Welt und wie kommen wir zusammen?“, „Was wird sein? Krisen und Krisenbewältigung in früheren Zeiten“.
Volkskundemuseum in Bewegung
Wandel und Bewegung sind bestimmend für Kultur und auch das Volkskundemuseum begreift sich als ein Museum "in Bewegung". Aus diesem Grund erfahren die einzelnen Ausstellungen immer wieder inhaltliche Erweiterungen, Veränderungen, Erneuerungen.
Rauchstube und "Trachtensaal"
Von den 1913 eingerichteten Ausstellungsräumen sind heute erhalten geblieben:
- die „Rauchstube“ eines Bauernhofs von der Packalpe, die nachweislich seit 1520 in Betrieb war, wurde 1914 transloziert und im Museum errichtet
- der „Trachtensaal“: 42 lebensgroße Figuren (Künstler: Alexander Silveri, Hans Mauracher) repräsentieren Viktor Gerambs Vorstellung einer historischen Entwicklung einer "steirischen Kleidung" – von der Römerzeit bis zum ausgehenden 19. Jahrhundert. Konzipiert wurde dieser Raum in den 1930er-Jahren, eröffnet in der NS-Zeit, im August 1938. Im Jahr 2003 wurde der "Trachtensaal" als "Museum im Museum" konzipiert, im Zuge der damaligen Umbauarbeiten wurde mit dem gläsernen Übergang ein neuer Zutritt ermöglicht. Inhaltliche Änderungen, die in den Jahrzehnten zuvor im "Trachtensaal" vorgenommen worden waren, wurden rückgängig gemacht. Im Jahr 2022 setzt sich das Volkskundemuseum erneut mit diesem größten Ausstellungsraum auseinander, im November 2022 wird der bearbeitete "Trachtensaal" der Öffentlichkeit zugänglich gemacht.